# 清原武則
清原 武則（きよはら の たけのり、生没年不詳）は、平安時代中期の武将。出羽の豪族、兵部大輔清原光方 の子（平安忠・清原武頼の子ともいう）。官位は鎮守府将軍従五位下。

## 生涯
清原氏は出羽の有力な豪族であった。11世紀半ば、陸奥国の豪族である安倍氏と陸奥守との間に争いが始まる。これは前九年の役と呼ばれるが、この時、途中から陸奥守となった源頼義は単独では安倍氏を倒すことが出来ず、安倍氏以外の俘囚系の豪族を味方に付けることで安倍氏に対抗していった。
武則の妻の一人は安倍氏（安倍頼清の娘）で武衡らの母であり、また安倍頼時の正妻で宗任の母である女性は清原氏であった。だが頼義は安倍氏と並ぶ強大な勢力を持つ清原氏に再三、協力を依頼し続け（清原氏は、頼義が清原光頼に臣下の礼を取って参戦を依頼したと伝えていた）、ついに清原氏は重い腰を上げて参戦を決意。当主の光頼は弟の武則を総大将として陸奥に派遣した。源氏軍をはるかに凌ぐ大軍の清原氏の参戦により、頼義はようやく安倍氏と互角以上の戦力を手にすることとなった。
武則の協力によって安倍貞任は捕らえられ、安倍氏は滅亡した。この功により、武則は従五位下鎮守府将軍に補任された。これは蝦夷の流れを汲む俘囚では初めてのことであった。こうして出羽のみならず陸奥にも勢力を持った清原氏は繁栄の時を迎えた。なお、武則の本拠地は前九年の役の頃、金沢柵（秋田県横手市）であったという説がある。
武則配下の武将として確認できる深江是則は、元慶の乱で俘囚として登場する深江弥加止の末裔であると考えられる。

## 系譜
1990年代以降、武則系を海道平氏（岩城氏）の一族とする説が唱えられた。ただし、これは史実とは考え難く、後世にそのような誤解が生じた理由は、源頼俊によって、清原氏と海道平氏との間に緊密な同族的連合が形成された史実に影響を蒙ったからであると推察できる。
『続群書類従』「清原系図」には、清原武衡について、「奥州磐城郡に住す。寛治五年十一月、源義家か為に滅ぼさる」と記されている。また、『百錬抄』寛治元年（1083年）12月26日条には「平武衡」と武衡の名が平姓を冠して記されている。このことから、海道平氏の平貞衡（小松柵合戦で源頼義の兵として名が見える平貞平か）が清原氏へ、清原氏の清原武衡が海道平氏へと、両氏の間で養子の交換が行われた可能性がある。その際貞衡は、おそらく清原武則の娘婿として奥六郡主の後継者の座に就き、同時に清原真衡、藤原清衡、清原家衡の継父として彼らの後見役の役割を担うことになった。
- 父：不詳
- 母：不詳
- 妻：安倍頼清の娘
  - 男子：清原武衡（?-1087）
  - 男子：清原家衡
- 生母不明
  - 男子：清原武貞
  - 男子：清原武忠
  - 男子：清原武道
  - 男子：清原公清[1]
  - 女子：吉彦秀武の妻
  - 女子：平貞衡の妻？

## 伝説
栃木県壬生町の雄琴神社には、寛治5年（1091年）に武則の子孫の「清原保定」が神社を建立したという伝説がある。